# Ann Nocenti
Ann Nocenti (17 de janeiro de 1957) é uma autora de histórias em quadrinhos americanas. Trabalhou ainda como editora da Marvel Comics na revistas New Mutants e The Uncanny X-Men. É a criadora dos personagens Mary Tyfoid, Blackheart, Longshot, Mojo e Espiral.
As visões políticas de Nocenti são notoriamente divulgadas, e também abordadas em suas histórias, o que já causou conflitos com os editores responsáveis pelas revistas que escreveu, em particular durante seu trabalho na série Daredevil - que lhe rendeu uma indicação ao Eisner Award de "Melhor Escritora" em 1989. Nocenti esteve entre os autores responsáveis pela comemorativa Daredevil #500, publicada em 2009.
Nocenti trabalhou para a DC Comics em diferentes revistas da linha "Os Novos 52": Em 2012 assumiu os roteiros da revista Green Arrow e posteriormente, também da revista Catwoman. Em 2013, deixaria os roteiros de Green Arrow para escrever uma nova série, Katana, que duraria dez edições.  Em 2014, Nocenti deixaria também os roteiros de Catwoman, para escrever uma nova série para a editora, Klarion The Witch Boy.
Em 2018 foi lançada a minissérie The Seeds. Ann Nocenti é a roteirista, e as ilustrações são de David Aja, sendo publicada através do selo Berger Books, de Karen Berger. Sob o mesmo selo, Nocenti também publicou Ruby Falls, com desenhos de Flavia Biondi, em 2019.